# Victor Wassilko de Serecki
Victor conte Wassilko de Serecki (Viktor Graf Wassilko von Serecki) (n. 19 mai 1872, Berhomet pe Siret – d. 13 iulie 1934, Cernăuți) a fost șambelan imperial și ofițer (căpitan) în armata austro-ungară, apoi cleric ortodox român, exarh și arhidiacon, din familia Wassilko.

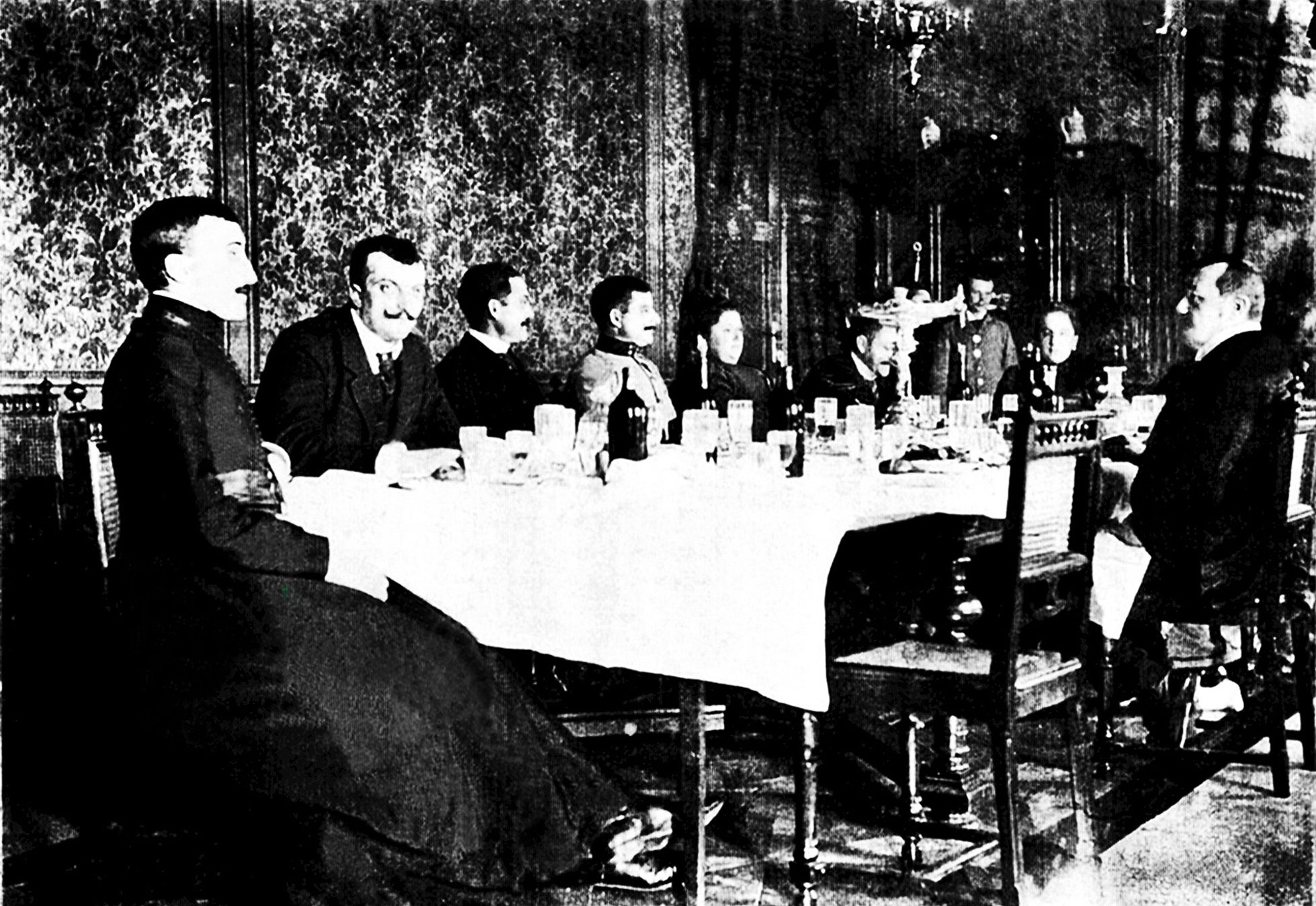
Sărbătoare de familie la castelul Berhomet în 1904, Victor la capul mesei

## Biografie
Victor Wassilko a crescut la castelul Berhomet, unde primele lecții școlare i-au fost predate de către profesori privați. În continuare a urmărit până la clasa a șasea liceului din Cernăuți, apoi liceul de la Rădăuți, unde a luat bacalaureatul în 1892.
Ulterior a servit voluntar în serviciul militar, unde întâi a fost alocat regimentului imperial de dragoni "Arhiducele Albrecht" No. 9, iar în anul 1893 a demisionat ca locotenent de clasa a doua în regimentul de ulani "Arhiducele Carl" No. 3.
În urmare a studiat la Facultatea de Drept a Universității din Cernăuți, înainte de a se dedica acelui de teologie.
La acea vreme el a fost foarte implicat în societatea românească "Junimea", cea mai influentă asociație română intelectuală, culturală și politică al timpului. Așa a fost bibliotecar și inspector (1893-1894) și în 1894 ales cu o largă majoritate administrator și vicepreședinte al societății.
În timpul Primului Război Mondial a servit ca duhovnic imperial româno-ortodox cu rang de căpitan de cavalerie și a fost decorat printre altele cu Crucea pentru Preoți de clasa a doua.
În 1926, Victor a deținut funcțiile de exarh și arhidiacon ortodox român la Viena. După emeritarea sa, a servit ca duhovnic pentru spitalele din Cernăuți.

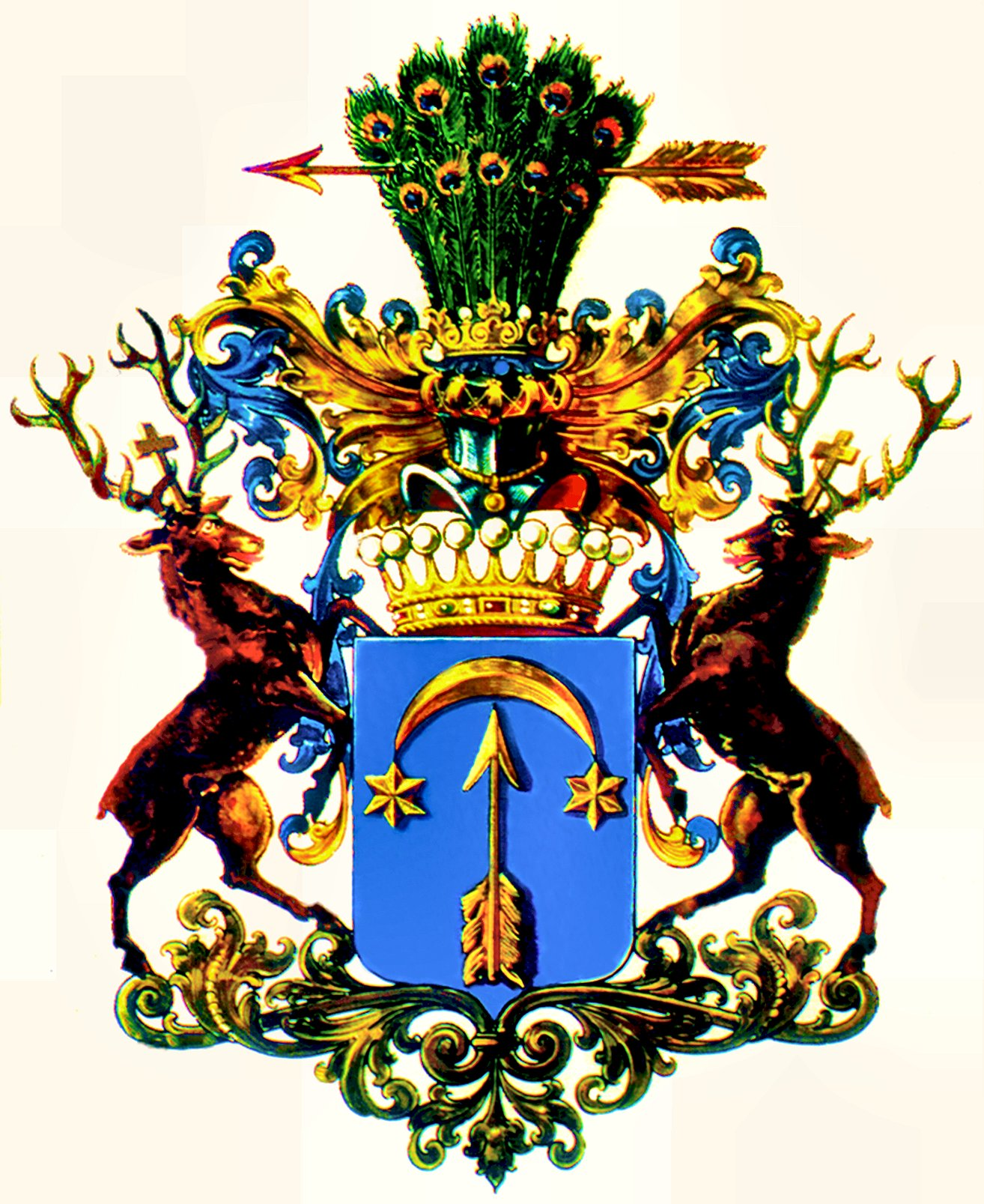
Stema conților Wassilko de Serecki

După ce Victor Wassilko, ca și frații săi Gheorghe, Ștefan, și Alexandru, a fost onorat la 19 decembrie 1905 cu titlul de cămărar imperial a fost ridicat și el prin rezoluția prea înaltă al împăratului Carol I al Austriei de la Eckartsau pe 29 august 1918 la rangul de conte, datorită loialității lui față de stat și sacrificiile personale făcute. Familia Wassilko de Serecki a fost singura familie de proveniență română, care a purtat acest tilu.

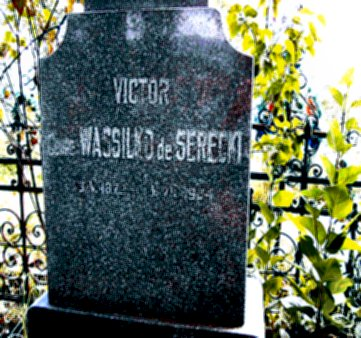
Mormântul lui Victor Wassilko de Serecki la Berhomet

## Familia
Victor a fost nepotul baronului Iordache și cel mai tânăr fiu al baronului Alexandru Wassilko de Serecki, mareșal al Ducatului Bucocvinei, membru pe viața al Camerei Superioare de la Viena și a Ecaterinei de Flondor.
La data de 24 mai 1903, înainte să fie hirotonit, s-a căsătorit la Jadova cu Florica de Goian (n. 14 iulie 1878, Jadova - d. 2 aprilie 1914, tot acolo), fiica moșierului Alexandru de Goian si nepoata de frate al preotului-paroh Iancu de Goian, cu care a avut un fiu, Iancu. Perechea a fost au divorțată la 20 februarie 1909.
Iancu a fost capturat în 1940 după invazia trupelor rusești pe bază Pactului Stalin-Hitler și a murit 1942 din cauze necunoscute într-un lagăr de concentrare în Uniunea Sovietică